# Action de croissance
Une action de croissance est une Action (finance) d'une société dont le volume d'activité (chiffre d'affaires notamment) et les résultats financiers (bénéfices...) s'accroissent fortement d'année en année et pour laquelle les analystes financiers et les investisseurs boursiers anticipent la poursuite de cette progression rapide.

## Conséquences boursières
Au niveau du profil boursier, une action de croissance se distingue ainsi d'une action cyclique ou d'une action défensive, notamment par la progression rapide et régulière de son bénéfice par action.
Ces performances ont généralement pour effet, au niveau de la valorisation du titre, un cours de bourse élevé par rapport aux critères boursiers habituels (PER, rendement de l'action...)
Le niveau de ces attentes, qui peut conduire à un emballement des cours et à une surévaluation, peut aussi entraîner, en cas de mauvaise surprise (recul ou ralentissement des performances), une baisse sensible du cours. Elle se distingue de ce fait également d'une action de valeur (ou « action value ») et correspond à un style d'investissement opposé, privilégiant généralement le court terme au long terme.